# Praskozorje – 2. dio (2012.)
Praskozorje - 2. dio ili Sumrak saga: Praskozorje - 2. dio (eng. The Twilight Saga: Breaking Dawn – Part 2) je američki romantično - fantastični film snimljen 2012. godine. Film je temeljen na istoimenom romanu iz 2008. spisateljice Stephenie Meyer te je ujedno peti i posljednji nastavak u seriji filmova Sumrak saga. Troje glavnih glumaca, Kristen Stewart, Robert Pattinson i Taylor Lautner, ponavljaju svoje uloge. 
Drugi dio objavljen je 16. studenog 2012. Film je, unatoč mješovitoj kritičkoj kritici, postigao uspjeh na kino blagajnama, zaradio je gotovo 830 milijuna dolara diljem svijeta u odnosu na produkcijski proračun od 136 milijuna dolara, postavši šesti film s najvećom zaradom u 2012. godini i film s najvećom zaradom u serijalu.

## Radnja
Bella, koja je upravo porodila, budi se iz svoje transformacije čovjeka u vampiricu i upoznaje se sa svojom kćerkom Renesmee. Ostatak Cullenovih i Jacob ostaju u blizini, a kada se Jacob posesivno ponaša prema Renesmee, Bella saznaje da ju je utisnuo, pa je bijesna sve dok Jacob ne objasni da nema loše namjere. U međuvremenu, Bellin otac, Charlie, pokušavao je kontaktirati Cullenove radi ažuriranja o Belllinom zdravlju. Carlisle najavljuje da moraju napustiti Forks, Washington kako bi zaštitili svoj identitet - posebno zbog Charlieja. Jacob, očajan da ne izgubi Renesmee, posjećuje Charlieja i govori mu da je Bella živa i zdrava, ali da se morala promijeniti kako bi ozdravila. Jacob također kaže Charlieju da ne živi u svijetu u kojem misli da živi, a zatim otkriva Charlieju svoj vučji oblik. Charlie odlazi u kuću Cullen vidjeti Bellu i upoznati Renesmee. Prihvaća da se Bella promijenila i da je sretna, ali ne zna što ju je promijenilo niti odakle je Renesmee došla.
Prolazi nekoliko mjeseci dok je Carlisle nadzirao brzi rast Renesmeeja. Na izletu u šumi ogorčena Irina iz daljine ugleda Renesmee i pretpostavi da je besmrtno dijete ne postavljajući pitanja. Besmrtna djeca bili su vampiri koji su se promijenili u djetinjstvu, a budući da ih se nije moglo obučiti niti obuzdati, poklali su čitava sela. Stvaranje takve djece koju su Volturi zabranili i svakoga tko je uhvati s tim treba pogubiti. Irina odlazi u Volturi da prijavi što je vidjela. Alice dobiva viziju kako Volturi i Irina dolaze ubiti Cullenove, te upućuje ostale da prikupe što je moguće više svjedoka kako bi posvjedočili da Renesmee nije besmrtno dijete. Alice i Jasper zatim odlaze pokušati skupiti dokaze o tome. Cullenovi počinju pozivati svjedoke, poput obitelji Denali. Jedan od Denalisa, Eleazar, kasnije otkriva da Bella ima posebnu sposobnost: snažan mentalni štit koji ju je štitio od Edwardovog čitanja misli čak i dok je bila čovjek, što je naučeno proširiti kako bi zaštitila druge od moći vampira.
Volturi, predvođeni Arom, stižu u Forks pripremljeni za bitku. Ugledaju veliku skupinu od 27 vampira (Cullenovih i njihovih svjedoka) i vukove te zaustave njihovu povorku. Oni su u stanju dokazati Aru da Renesmee nije besmrtno dijete, međutim Volturi žele dodati stražaru darovite članove kolena Cullen, pa pogubljuju Irinu u pokušaju da izazovu bitku. Prije nego što dođe do borbe, Alice i Jasper se vraćaju i Alice pokazuje Aru svoje vizije budućnosti, u kojoj dolazi do bitke, a Carlisle, Aro, Jasper, Seth, Marcus, Caius, Jane, Alec i Leah gube živote. Aro i dalje želi pogubiti Renesmee jer joj je budućnost nepoznata i mogla bi narasti do divljaka. Alice i Jasper otkrivaju svog posljednjeg svjedoka, Nahuela (polučovjeka poluvampira baš poput Renesmee). Nahuel dokazuje da nije prijetnja, podržavajući ideju da Renesmee nije prijetnja. Volturi nažalost odlaze, objašnjavajući da danas neće biti bitke.
Natrag u kući Cullen, Alice baca pogled na budućnost, ugledavši Edwarda i Bellu zajedno s Jacobom i potpuno sazrelu Renesmee također zajedno. Edward čita Alisine misli i osjeća olakšanje što Renesmee ima Jacoba da je zaštiti. Sama na livadi, Bella odgurne svoj mentalni štit i konačno dozvoli Edwardu da uđe u njen um, pokazujući mu svaki trenutak koji su ona i Edward zajedno podijelili, a njih dvoje dijele poljubac nakon što je Bella rekla Edwardu: "Nitko nikoga nije volio toliko kao što te volim ", a Edward i Bella kažu da će se voljeti i zauvijek biti zajedno. 

## Glumci
- *Kristen Stewart - Bella Swan
- Robert Pattinson - Edward Cullen
- Taylor Lautner - Jacob Black
- Mackenzie Foy - Renesmee Cullen
- Ashley Greene - Alice Cullen
- Jackson Rathbone - Jasper Hale
- Peter Facinelli - Carlisle Cullen
- Elizabeth Reaser - Esme Cullen
- Kellan Lutz - Emmett Cullen
- Nikki Reed - Rosalie Hale
- Billy Burke - Charlie Swan
- Maggie Grace - Irina
- Michael Sheen - Aro
- Jamie Campbell Bower - Caius
- Dakota Fanning - Jane
- Christopher Heyerdahl - Marcus
- Casey LaBow - Kate
- MyAnna Buring - Tanya
- Lee Pace - Garrett
- Christian Camargo - Eleazar
- Mía Maestro - Carmen
- Noel Fisher - Vladimir
- Joe Anderson - Alistair
- Cameron Bright - Alec
- Angela Sarafyan - Tia
- Rami Malek - Benjamin
- Booboo Stewart - Seth Clearwater
- Daniel Cudmore - Felix
- Judith Shekoni - Zafrina
- Charlie Bewley - Demetri
- J. D. Pardo - Nahuel
- Wendell Pierce - J. Jenks
- Julia Jones - Leah Clearwater
- Lateef Crowder - Santiago
- Andrea Powell - Sasha
- Toni Trucks - Mary
- Andrea Gabriel - Kebi
- Chaske Spencer - Sam Uley
- Marisa Quinn - Huilen
- Omar Metwally - Amun
- Valorie Curry - Charlotte
- Tracey Heggins - Senna
- Marlane Barnes - Maggie
- Guri Weinberg - Stefan
- Erik Odom - Peter
- Lisa Howard - Siobhan
- Bill Tangradi - Randall
- Patrick Brennan - Liam
- Amadou Ly - Henri
- Janelle Froehlich - Yvette
- Masami Kosaka - Toshiro